# Summertime (dal)
A Summertime (Nyáridő) George Gershwin Porgy és Bess (1935) című operájának egyik áriája. Szövegét DuBose Heyward, a Porgy c. regény szerzője és Ira Gershwin írta. Úgy tartják, hogy Gershwin e művének ihletője egy ukrán altatódal volt (Ой ходить сон коло вікон), amit New Yorkban hallott az Ukrán Nemzeti Kórus egyik előadásán. A dal az operában négyszer is felcsendül, először altatódalként énekli Clara, majd röviddel később kórussal együtt is, aztán a dal refrénje hallható a második felvonásban, végül a harmadik felvonásban Bess énekli el. A dal az operától elszakadva önálló pályát futott be. A dzsessz-sztenderdek egyik legismertebb, legtöbbet előadott darabjává vált.

## Története
A dal hamar közkedvelt lett. Így méltatták: „Kétségkívül ... a zeneszerző legszebb műveinek egyike... Gershwin nosztalgikus hangvétele briliánsan vegyíti a jazzt és az USA déli részén a 20. sz. elején élő afro-amerikai zenei hagyományokat." Heywards két dala a Summertime és a My Man's Gone Now Stephen Sondheim zeneszerző és szövegíró szerint: "a musical színház legjobb szövegei".
Gershwin 1933 decemberében kezdett bele a dal megkomonálásába. Saját spirituálét próbált írni, az akkori afro-amerikai stílusban. Az ukrán-kanadai szerző, énekes Alexis Kochan szerint Gershwin részben az Oi Khodyt Son Kolo Vikon (The Dream Passes by the Windows) című ukrán altatódalból meríthetett ihletet, amelyet az ukrán nemzeti kórus egy New York-i fellépésekor hallhatott. Gershwin 1934 februárjára megzenésítette a verset, és a következő 20 hónapban már az operán dolgozott. Először Abbie Mitchell énekelte fel a dalt 1935. július 19-én. George Gershwin zongorán kísérte, és vezényelt.

## Zenei elemzés
K.J. McElrath szakértő szerint: „Gershwin rendkívül sikeresen interpretálta a népdalt. Ezt erősíti a pentaton skála (C-D-E-G-A) a-mollban, valamint a lassan kibontakozó harmóniák, blues-os stílusban. Ezek a tényezők adják, hogy a jazz előadók legkedveltebb darabjává vált az évtizedek során. Minden tempóban és stílusban előadták már.”

## Felvételek
38 100 különböző felvételét ismerjük. 1936 szeptemberében Billie Holiday volt az első, aki felkerült a pop toplistára vele a 12.-dik helyre. Ismert felvételek vannak még Louis Armstrong és Ella Fitzgerald (1957), Gene Vincent (1958), Sam Cooke és The Marcels (1961), Janis Joplin a Big Brother és a Holding Company-val (1968, Cheap Thrills album).
1998-ban Morcheeba és Hubert Laws énekelte fel a Red Hot Organisation a Red Hot Rhapsody albumra, George Gershwin emlékére. A befolyó összeget az AIDS elleni küzdelemre ajánlották fel.